# Chanel No. 5

Chanel N° 5

Chanel N° 5 je považován za nejslavnější parfém světa. Byl uveden na trh v roce 1921 francouzskou módní návrhářkou Gabrielle "Coco" Chanel. Parfém tvoří kompozice více než 80 složek, z nichž hlavní jsou jasmín, růže, kosatec, ylang ylang, vanilka, ambra a santalový olej.

## Historie vzniku parfému Chanel N° 5
Parfém vyvinul chemik Ernest Beaux. Beaux byl Francouz, potomek alchymistů na carském dvoře, který po revoluci v roce 1917 emigroval z Ruska, kde jeho rodina odpovídala za parfémy na carském dvoře. Parfém byl výsledkem spolupráce Beauxe a Coco Chanel, která ho oslovila v roce 1920, kdy se – jako již proslulá módní návrhářka – rozhodla expandovat do obchodu s parfémy a kosmetikou. Jejím záměrem bylo vytvořit vůni, která by ztělesňovala moderní styl 20. let 20. století.

### Vůně
Ze spolupráce chemika a módní návrhářky vznikla čistá a svěží vůně, v níž je cítit citrony, mýdlo, květiny a květy třešní; podle Coco Chanel vůně, jež ji provázely v dětství a mládí v klášterním sirotčinci ve středofrancouzském Aubazines. Vzpomínala na vůni "povlečení vyvařovaného v měděných kotlích, navoněných sušenými kořeny kosatců, skříní s prádlem s růžovým dřevem a verbenou, a podlah, zdí a těl vydrhnutých hrubým lojovým mýdlem, i jasmínů, levandulí a růží z místních zahrad". Na základě těchto jejích vzpomínek vyrobil Beaux několik směsí, z nichž Coco vybrala tu, jež nejlépe odpovídala jejím představám.

### Název parfému
Název „Chanel N° 5“ („Chanel nr 5“) pochází ze slepé zkoušky, kdy při prezentaci očíslovaných lahviček se vzorky parfémů návrhářka vybrala vzorek s číslem 5. Toto číslo však bylo její oblíbené a mělo pro ni i symbolickou hodnotu: sirotčinec v Aubauzines založili cisterciáci – řád, jenž kladl důraz na numerologii a číslo pět mělo pro ně mystický význam; cesta, po níž Coco denně chodila do kostela k modlitbám, byla vydlážděna obrazci, v nichž se opakovala číslice pět. Všechny tyto skutečnosti vedly ke vzniku jednoduchého a přitom originálního názvu.

### Flakon
Původní flakon, v němž byl parfém expedován, byl malý a kulatý a výrazně se lišil od typické podoby flakonu, jak ji známe dnes. Záhy se však ukázalo, že stěny lahvičky jsou příliš tenké, aby flakon vydržel zasílání; to vedlo v roce 1924 po založení formy Parfémy Chanel ke změně v klasický hranatý tvar. V průběhu minulých 70 let byla podoba flakonu několikrát pozměněna – zhruba každých 20 let je nepatrně modifikována tak, aby odpovídala současné epoše.

### Uvedení na trh
Parfém byl poprvé veřejnosti představen na Vánoce roku 1921; prvních 100 flakonů se Coco rozhodla dát svým nejlepším zákazníkům jako sváteční dárek. Za skutečný počátek prodeje se proto považuje polovina roku 1922, kdy byl parfém prodáván jen v obchodech Chanel vybraným zákazníkům. Získal si obrovskou oblibu a věhlas a dodnes náleží k nejznámějším a nejprodávanějším luxusním parfémům na světě.
"Chanel N° 5" si oblíbila Marilyn Monroe, propagovaly jej Catherine Deneuve, Carole Bouquet, Nicole Kidman, Estella Warren.

## Odrazy v kultuře
- O vzniku tohoto světoznámého parfému přímo pojednává také životopisný francouzský film Coco Chanel & Igor Stravinskij z roku 2009.
- Další tváří parfému je Audrey Tautou, jež ztvárnila roli Coco Chanel ve filmu Coco Chanel, tento snímek však o tomto parfému přímo nepojednává.